# 霍爾梅齊
48°31′30″N 22°23′12″E / 48.52500°N 22.38667°E
霍爾梅齊（烏克蘭語：Холмець）是位於烏克蘭西部外喀爾巴阡州的烏日霍羅德區的村莊，距離烏日霍羅德14公里，始建於1400年，2001年人口901。